# Kino Paradiso
Cinema Paradiso, inne tłum. Nowe Kino Paradiso lub Kino Paradiso (wł. Nuovo Cinema Paradiso) – włoski dramat filmowy z 1988 roku, będący drugą fabułą w dorobku reżyserskim Giuseppe Tornatore. Przedstawia historię przyjaźni kinooperatora Alfredo i małego chłopca Toto, którego wprowadza w magiczny świat kina.
Film otrzymał wiele nagród, m.in. Oscara za najlepszy film nieanglojęzyczny, Złoty Glob i nagrodę BAFTA oraz nominacje do Cezara i Złotej Palmy.

## Fabuła
Salvatore, znany włoski reżyser, na wieść o śmierci starego kinooperatora Alfredo przyjeżdża do swojego rodzinnego miasteczka na pogrzeb. Następuje retrospekcja w czasy dzieciństwa – Toto (jak nazywano Salvatore) jest wychowywany przez samotną matkę. Jedyną rozrywką w mieście jest małomiasteczkowe kino Cinema Paradiso, gdzie zafascynowany filmami chłopiec pomaga operatorowi Alfredo. Filmy cenzuruje ksiądz Adelfio, który dbając o dusze swoich owieczek, każe wycinać sceny pocałunków.
Pewnego dnia dochodzi do tragedii – kino zostaje strawione przez pożar, zaś Alfredo w wyniku oparzeń traci wzrok, lecz zostaje uratowany przez małego Toto. Cinema Paradiso zostaje odbudowane i otwarte pod nazwą Nuovo cinema Paradiso, a funkcję operatora otrzymuje w nim dorastający Salvatore.
Młodzieniec przeżywa miłość rodem z filmów, zakochując się w Elenie, córce miejscowego bankiera. Ta początkowo nie odwzajemnia jego uczuć. Salvatore cierpliwością i uporem zmienia nastawienie dziewczyny. W końcu w sylwestrową noc Elena udaje się z Salvatore do kina. Szczęście nie trwa długo, gdyż młody operator dostaje powołanie do wojska. Po powrocie okazuje się, że Elena wyjechała z rodzicami i nie wiadomo, gdzie przebywa. Ślepy Alfredo radzi Salvatore, aby ten wyjechał z rodzinnego miasteczka i więcej tu nie wracał, że jest stworzony do rzeczy wielkich.
Salvatore opuszcza miasto i powraca po trzydziestu latach. Po pogrzebie starego przyjaciela przyjdzie mu zostać świadkiem zburzenia Cinema Paradiso. Na miejscu kina powstanie parking. Alfredo pozostawił Salvatore w spadku taśmę filmową. W finale filmu główny bohater siada sam w sali kinowej i ogląda film, który przygotował dla niego stary kinooperator. Film składa się z ocenzurowanych przez księdza „gorszących” fragmentów starych filmów.

## Obsada
- Philippe Noiret – Alfredo
- Salvatore Cascio – Salvatore (dziecko)
- Marco Leonardi – Salvatore (młodzieniec)
- Antonella Attili – Maria (młoda)
- Jacques Perrin – Salvatore (dorosły)
- Pupella Maggio – Maria (stara)
- Leopoldo Trieste – Ojciec Adelfio
- Agnese Nano – Elena (nastolatka)
- Nicola Di Pinto – Wiejski idiota
- Brigitte Fossey – Elena (dorosła) (pojawia się jedynie w wersji reżyserskiej)

## Produkcja
Zdjęcia kręcono w następujących lokacjach na terenie Włoch:
- Rzym (m.in. Ołtarz Ojczyzny, plac Wenecki, Termy Karakalli);
- prowincja Palermo (Palermo, Palazzo Adriano, Castelbuono, Cefalù, Santa Flavia, Lascari, Bagheria, Chiusa Sclafani);
- prowincja Trapani (Poggioreale);
- prowincja Viterbo (Oriolo Romano)[2][3].

## Nawiązania filmowe
W Kino Paradiso można zobaczyć fragmenty ponad 20 różnych filmów, które oglądają bohaterowie. Są wśród nich:
- Życie należy do nas (tytuł oryginalny: Les Bas-fonds, włoski tytuł Verso la vita) z 1936 roku w reżyserii Jeana Renoira – pierwszy film, który ogląda i zarazem cenzuruje ojciec Adelfio;
- Mambo z 1954 roku w reżyserii Roberta Rossena;
- Ulisse z 1955 roku w reżyserii Mario Cameriniego.

## Opinie o filmie
- The Best of Video. Poradnik: kino, tv, sat, video, pod red. Witolda Nowakowskiego[4]

Wzruszający film o ludziach i kinie lat czterdziestych i pięćdziesiątych.
- Magdalena Michalska, Kultura (dodatek do Dziennika Polska-Europa-Świat)[5]

Tornatore w lekkiej tonacji, w której utrzymana jest znaczna część „Cinema Paradiso”, oddał hołd ubogiej mieścinie z jej codziennymi kłopotami i pokazał fantastyczną panoramę kina z „Fatty'm” Arbuckle'm, Charliem Chaplinem i Anną Magnani w rolach głównych. W kadrach jego filmu pojawiają się fragmenty „lektur obowiązkowych”: „Dyliżansu” Forda, „Na dnie” Renoira, „Jestem niewinny” Langa, „Ziemia drży” Viscontiego czy „La strady” Felliniego.
Jest też w „Cinema Paradiso” gorzki posmak. Kiedy pali się taśma nitro, ogień ogarnia kino. Toto ratuje z płomieni Alfreda. Oślepionemu przyjacielowi chce dać swoje oczy, a gdy Alfredo się wycofuje, zajmuje jego miejsce w kabinie projekcyjnej. Dzięki tej szczypcie goryczy udało się reżyserowi zgrabnie ominąć mieliznę nostalgicznie naiwnej komedii.
- Robert Gonera[6]

To historia ukazująca magię kina w najpiękniejszym wydaniu.